# Zisterzienserkloster Claraval

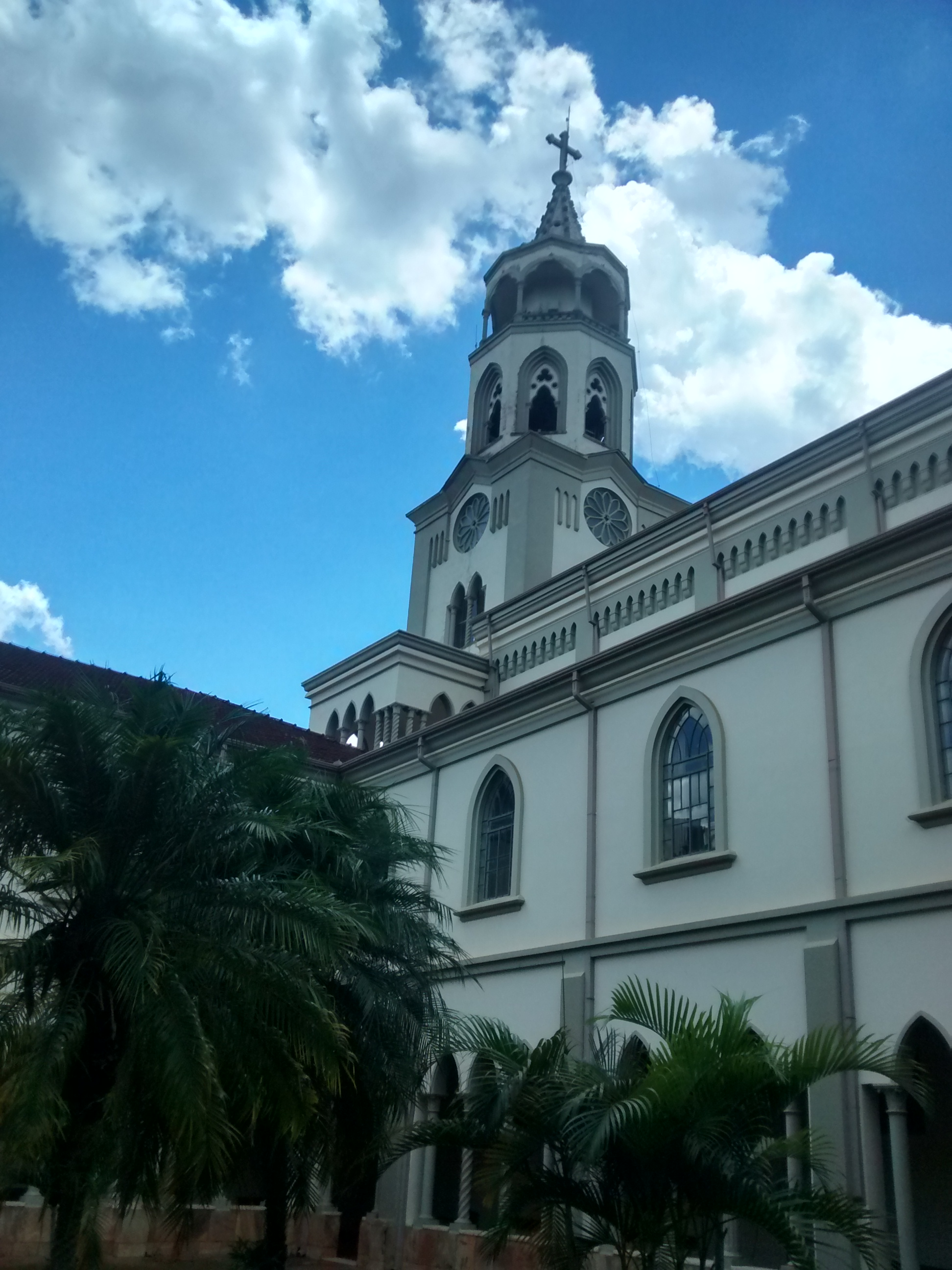
Zisterzienserkloster Claraval

Das Zisterzienserkloster Claraval (lat. Prioratus simplex B.M.V. de Spiritu Sancto; port. Mosteiro Cisterciense N. Sra. do Espírito Santo) ist seit 1950 ein brasilianisches Kloster in Claraval, Minas Gerais, Bistum Guaxupé.

## Geschichte
Mönche des italienischen Klosters Casamari gründeten 1950 im damaligen Ort Garimpo das Canoas (später: Claraval), zwischen Franca und Passos, das Kloster Nossa Senhora do  Espírito Santo („Unsere Liebe Frau vom Heiligen Geist“), das (nach Erstellung der Gebäude) 1969 zur Territorialabtei erhoben, 2002 aber zum Priorat herabgestuft und dem Bistum Guaxupé angegliedert wurde.

## Obere, Prioren und Äbte
- Giuseppe Pietro Agostini (1950–1972, Oberer und Abt)
- Carmelo Domênico Recchia (1977–1999, Abt, vorher Administrator)
- Orani João Tempesta (1999–2002, Administrator)
- José Carlos Carvalho (2002–?, Prior)
- Matthaeus Luis Silva Resende (2018, Prior)